# アルミランテ・グラウ (巡洋艦)
アルミランテ・グラウ（BAP Almirante Grau (CLM-81)）はペルー海軍の巡洋艦。

## 艦歴
1953年オランダ海軍のデ・ロイテル級巡洋艦「デ・ロイテル(De Ruyter)」として就役。1973年に退役。同年、チリがスウェーデン海軍の巡洋艦「イエータ・レヨン(Göta Lejon)」を購入したのに対抗して、ペルーが購入した。
ペルー購入後、「アルミランテ・グラウ」と改名された。この艦名は南米の太平洋戦争で活躍しアンガモスの海戦で戦死したペルーの提督ミゲル・グラウにちなんだものである。1973年7月11日、新しい母港カヤオに到着した。ペルー海軍での公式分類はミサイル軽巡洋艦（Crucero Ligero Misilero ）である。
「アルミランテ・グラウ」はペルー海軍の艦隊旗艦となり、1985年から1988年までアムステルダムで近代化改装が行われた間は、同型艦の「アギーレ（Aguirre）」が「アルミランテ・グラウ」として旗艦の任務を引き受けた。1988年2月15日、旧「デ・ロイテル」のほうがカヤオに帰還し、それぞれ元の艦名に戻った。
「アルミランテ・グラウ」は2017年9月26日に退役した。艦名と艦隊旗艦の地位は、改ルポ級フリゲートの「モンテロ」に引き継がれた。2019年にペルー海軍は「アルミランテ・グラウ」を博物館船として保存するとを発表していたが、2022年2月に同艦を売却すると発表、同年8月に同艦はスクラップのため出港した。

## 同型艦
- 「アギーレ(BAP Aguirre (CH-84)（英語版、スペイン語版）」- 1953年、オランダ海軍の「デ・ゼーヴェン・プロヴィンシェン (De Zeven Provinciën)（英語版、オランダ語版）」として竣工。1976年にペルーが購入、「アギーレ」と改名。1999年除籍。